# Pangantucan
Pangantucan ist eine Großraumgemeinde in der Provinz Bukidnon auf der Insel Mindanao in den Philippinen. Sie hat 53.126 Einwohner (Zensus 1. August 2015), die in 19 Barangays leben. Sie gehört zur ersten Einkommensklasse der Gemeinden auf den Philippinen und wird als partiell urbanisiert beschrieben. 
Ihre Nachbargemeinden sind Talakag im Norden, Valencia City im Nordosten, Maramag, Don Carlos im Osten und Kadingilan im Süden. Kalilangan liegt im Westen. Die Gemeinde Wao in der Provinz Lanao del Sur und Banisilan in der Proninz Cotabato liegen im Südwesten. Die Gemeinde liegt ca. 75 km südöstlich von der Provinzkapitale Malaybalay City und ca. 167 km südlich der Regionalkapitale Cagayan de Oro. 
Die Topographie der Gemeinde wird im Norden von dem Gebirgszug des Kalatungan dominiert, der bis auf 2.824 Meter aufragt. Der südliche Teil der Gemeinde wird als sanfthügelig beschrieben.
Als eine der touristischen Hauptattraktionen gilt der Mount Kalatungan Range Natural Park. Am Fuße des Naturparks liegt der 36 Hektar große Napalit-See, auf dem je nach Windrichtung und Windstärke kleine Inseln auftauchen und wieder überflutet werden.

## Barangays
| - Adtuyon - Bacusanon - Bangahan - Barandias - Concepcion | - Gandingan - Kimanait - Kipadukan - Langcataon - Lantay | - Madaya - Malipayon - Mendis - Nabaliwa - New Eden | - Payad - Pigtauranan - Poblacion - Portulin |